# Deutsch-Przemysl
Deutsch-Przemysl – jednostka administracyjna III Rzeszy istniejąca na terenie lewobrzeżnej części Przemyśla w latach 1940–1941.
Po wytyczeniu 28 września 1939 granicy niemiecko-radzieckiej na rzece San po północnej („niemieckiej”) stronie Sanu władze wojskowe utworzyły tymczasową administrację, której przewodniczył sędzia, dr Grzegorz Łuczakowski. Nadzór nad nią sprawował wojskowy komisarz miasta i powiatu kpt. Schiffer. 26 października 1939 zarząd nad Przemyślem został przekazany w ręce władz cywilnych, a dokładniej komisarzowi miasta obergruppenführerowi Schattenheimowi, który sprawował władzę do grudnia 1939. Po nim objął starosta miejski Ludwig Hahn. Niemiecka część Przemyśla posiadała 799 ha powierzchni i liczyła 20 137 mieszkańców, stanowiąc część powiatu jarosławskiego (Landkreis Jaroslau).
Dnia 27 czerwca 1940 ukazało się zarządzenie generalnego gubernatora Hansa Franka tworzące na Zasaniu miasto Deutsch-Przemysl, wchodzące w życie 13 lipca 1940.
Nowo utworzone miasto wyłączono z Landkreis Jaroslau, tworząc starostwo miejskie. Starostą został komisarz miasta Hahn, który podlegał bezpośrednio władzom dystryktu krakowskiego. Powierzchnia nowo utworzonego miasta wynosiła 50 km kw., a ludność liczyła 31 795 osób. 1 stycznia 1941 powierzchnia Deutsch-Przemysla, który stanowił powiat grodzki (Stadtkreis) wynosiła 119,52 km² a ludność 16,502 osób.
Deutsch-Przemysl istniał do 15 listopada 1941, kiedy to został połączony ze zdobytą od ZSRR prawobrzeżną częścią Przemyśla (należącą od 1 sierpnia 1941 do dystryktu Galicja i utworzonego tam Landkreis Przemysl) w jedną gminą miejską o nazwie Przemyśl.
Równocześnie granice zjednoczonego Przemyśla znacznie rozszerzono, a w jego skład weszły:
- z gminy Kuńkowce – gromady: Kuńkowce, Ostrów oraz południowy skrawek gromady Ujkowice,
- z gminy Żurawica – gromady: Buszkowice, Buszkowiczki i Żurawica oraz wschodni fragment gromady Bolestraszyce,
- z gminy Popowice – niewielka część gromady Przekopana (położona na północnym brzegu Sanu).

Pozostałą część pozbawionej siedziby gminy Kuńkowce włączono do gmin: Krzywcza (Bełwin, Korytniki, Łętownia i Wapowce), Orzechowce (Ujkowice) i Olszany (Krasice), a pozostałą część pozbawionej siedziby gminy Żurawica (Bolestraszyce, Wyszatyce, Dusowce i Walawa) przekształcono w nową gminę Wyszatyce, do której włączono także gromadę Małkowice z gminy Orzechowce.
Za następcę prawnego miasta Przemyśl uznano dotychczasowe miasto Deutsch-Przemysl (a nie część radziecką, stanowiącą główną część historycznego Przemyśla). Miasto Przemyśl w nowych granicach weszło w skład Landkreis Przemysl w dystrykcie krakowskim.